# Michel Docko
Michel Docko, est un homme politique centrafricain. Il préside l’Assemblée Nationale centrafricaine de 1989 à 1992. En 2002,  il entre au Gouvernement Ziguélé II en tant que Ministre chargé des Relations avec le Parlement. 
Il est étudiant de l'École Nationale d'Administration de Bangui de 1972 à 1974. Il rejoint le parti du Président Kolingba, le RDC et est élu député de Bangui en 1987. Il adhère plus tard, au PLD parti libéral démocrate et est élu député de Boali en 1993. Alors que le PLD soutient le Président Patassé, il est nommé Ministre chargé des Relations avec le Parlement de 2001 à 2003.
En 2013, une confusion le fait passer pour Ministre délégué aux Eaux et Forêts, chargé de l’environnement et de l'écologie du Gouvernement Tiangaye 1, alors qu'il s'agit de Paul Doko, un expert en environnement et président d’une ONG responsable de la protection de l’environnement qui est en réalité titulaire du poste. 